# A Dorothy L. Sayers Mystery
A Dorothy L. Sayers Mystery. Lord Peter Wimsey is een fictieve figuur in de romans van Dorothy L. Sayers. Een deel van de Lord Peter Wimsey-romans verschenen in twee televisieproducties van de BBC. Lord Peter Wimsey werd gespeeld door Ian Carmichael in een reeks van onafhankelijke feuilletons die van 1972 liep tot 1975 en vijf aangepaste romans gespeeld door Edward Petherbridge in 1987, waarin de drie grote Wimsey/Vane-romans werden gedramatiseerd. Harriet werd gespeeld door Harriet Walter.